# Lieftinckia lairdi
Lieftinckia lairdi är en trollsländeart som beskrevs av Maurits Anne Lieftinck 1963. Lieftinckia lairdi ingår i släktet Lieftinckia och familjen flodflicksländor. IUCN kategoriserar arten globalt som sårbar. Inga underarter finns listade i Catalogue of Life.